# Jan Eriksson
Jan Jonas Jakob Eriksson (24 de agosto de 1967) es un exfutbolista sueco, se desempeñaba como defensa y su último club fue el ya desaparecido Tampa Bay Mutiny estadounidense.

## Clubes
| Club              | País           | Años        |
| ----------------- | -------------- | ----------- |
| IFK Sundsvall     | Suecia         | 1985 - 1986 |
| AIK Solna         | Suecia         | 1987 - 1990 |
| IFK Norrköping    | Suecia         | 1991 - 1992 |
| FC Kaiserslautern | Alemania       | 1992 - 1994 |
| AIK Solna         | Suecia         | 1994 - 1995 |
| Servette FC       | Suiza          | 1995 - 1996 |
| Helsingborgs IF   | Suecia         | 1996        |
| Sunderland AFC    | Inglaterra     | 1997 - 1998 |
| Tampa Bay Mutiny  | Estados Unidos | 1998 - 1999 |